# Nieuwe Tijdinghen (Antwerpen)

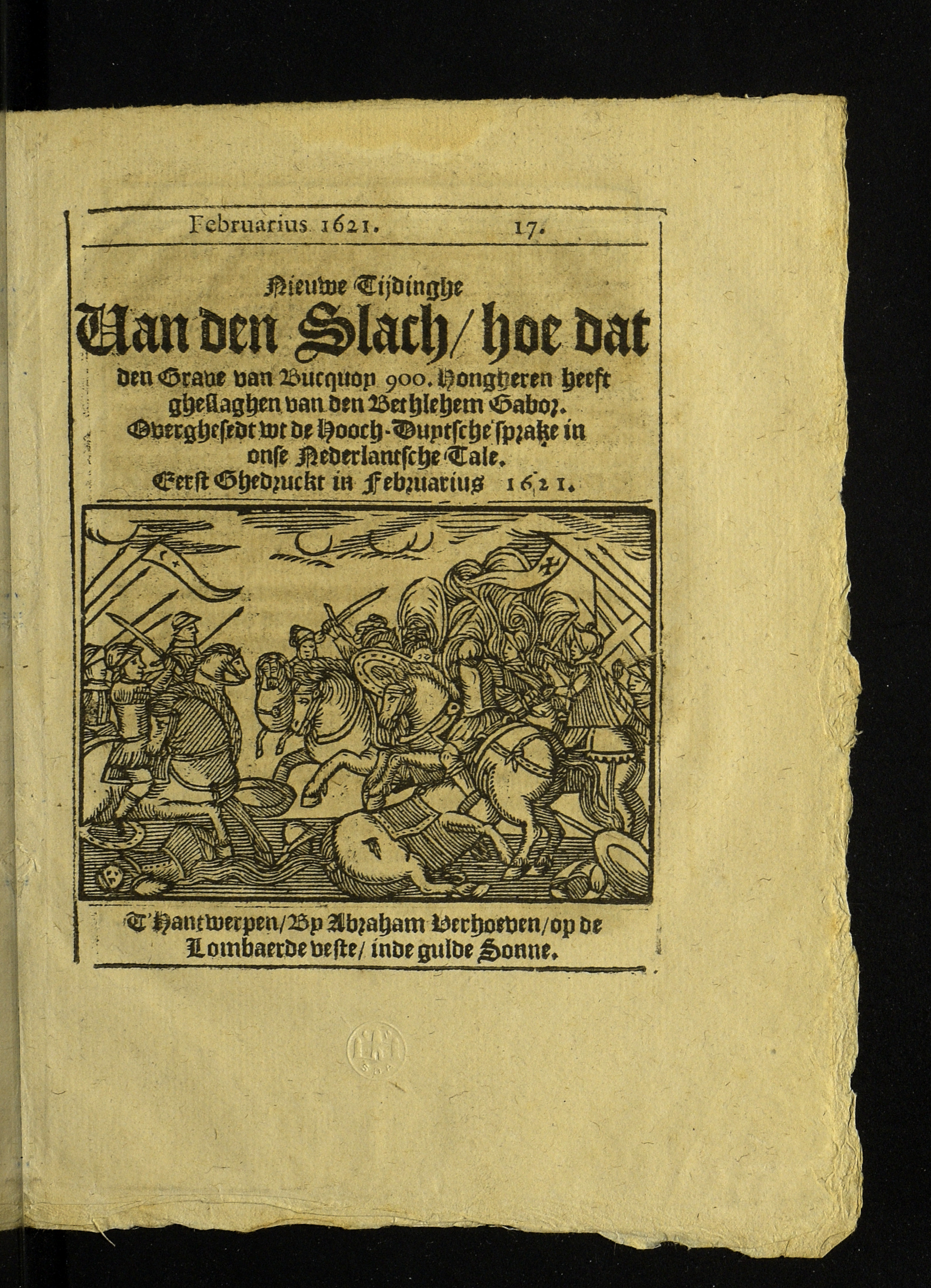
Nieuwe Tijdinghe, 17 februari 1621.

Nieuwe Tĳdinghen is een Antwerpse krant die van 1620 tot 1629 verscheen. De krant werd uitgegeven door Abraham Verhoeven (Antwerpen, 1575 - aldaar, 1652).

## Publicatie
Nieuwe Tijdinghen was de eerste krant die in de Zuidelijke Nederlanden werd gepubliceerd. In de Republiek ontstonden ongeveer tegelijk de eerste kranten: Tĳdinghe uyt verscheyde quartieren (1619-1671) en Courante uyt Italien, Duytslandt, &c. (1618-1669).
Nieuwe Tijdinghen verscheen meermaals per week op onregelmatige dagen. Van 1620 tot 1629 publiceerde Verhoeven maar liefst 1346 verschillende uitgaven. Dit was uniek, want de meeste vroege kranten verschenen eenmaal per week. Voor klanten was het mogelijk om zich te abonneren op deze krant.

## Opmaak
De Nieuwe Tijdinghen was uniek doordat er nog geen vaste opmaak was die voor kranten werd gebruikt. Verhoeven experimenteerde in het begin dan ook met vorm en publicatiemethoden. Zijn kranten bevatten vetgedrukte koppen, houtsnedes als illustraties, gedichten, satirische teksten, politieke overpeinzingen en grappen. Later ontstond een heuse eigen stijl met gewaagde koppen over onder andere veldslagen en executies, die gepaard gingen met evenzeer gewaagde illustraties van deze taferelen.
De krant werd gepubliceerd als een gevouwen pamflet in quarto- of octavoformaat met acht pagina's. Sommige uitgaven bevatten twaalf, zestien of zelfs vierentwintig pagina's. Meestal bevatte de krant 800-1200 woorden, maar het liep soms uit naar 2500 of 3000 woorden. Aan het einde van iedere uitgave stond een korte aankondiging van het nieuws dat in toekomstige Nieuwe Tijdinghen zou worden beschreven.